# Cyperus conicus
Cyperus conicus là một loài thực vật có hoa trong họ Cói. Loài này được (R.Br.) Boeckeler mô tả khoa học đầu tiên năm 1874.